# يانيك ميتومبا
يانيك ميتومبا (بالفرنسية: Yannick Mitoumba)‏ (مواليد 9 يوليو 1986) هو ملاكم غابوني، مثّل بلاده في الألعاب الأولمبية الصيفية 2012.

## روابط خارجية
يانيك ميتومبا على موقع أوليمبيديا (الإنجليزية)